# Crkva sv. Vida u Dolu na Braču
Crkva sv. Vida u selu Dolu, općina Postira, zaštićeno kulturno dobro.

## Opis dobra
Vrijeme nastanka: 13. stoljeće. Na vrhu brda zapadno od Dola su ruševni ostaci crkve sv. Vida. Jednobrodna građevina s polukružnom apsidom razdijeljena je parom pilastara, a u istočnom traveju je uz podanak zidova niska klupica. U zidanom postamentu oltara ugrađen je ranokršćanski stup s akantus kapitelom koji je pripadao bifori nepoznate kasnoantičke crkve.

## Zaštita
Pod oznakom Z-2602 zavedena je kao nepokretno kulturno dobro - pojedinačno, pravna statusa zaštićena kulturnog dobra, klasificirano kao "sakralna graditeljska baština".